# وي روي
وي روي (بالصينية المبسطة: 魏锐)‏ هو ملاكم كيك بوكسينغ صيني، ولد في 25 مايو 1991 في زهوكو في الصين.